# 神鳥統夫
神鳥 統夫（かんどり のぶお、1931年1月21日 - 2007年）は、日本の児童文学翻訳家。
別筆名に美山 二郎。

## 人物・来歴
関東州大連市出身。
1957年東京大学経済学部卒。
偕成社の編集者を務め、1979年退職。

## 著書
- 「名たんていカメラちゃん」シリーズ（垂石真子絵、国土社） - ディビッド・アドラー作の翻訳シリーズのあとをオリジナルで書いたもの
『ぬすまれたパンダのひみつ』 1988
『ふたりのカメラちゃん』 1988
『なぞのおばけやしき』 1990

## 翻訳
- 『月明のひとみ』（ジョセフィン・プール、美山二郎名義、小川イチ画、金羊社、大日本ジュニア・ブックス フィクション） 1972
- 『悪魔の子どもたち』（ピーター・ディッキンソン、美山二郎名義、ロバート・ヘールズ絵、大日本図書、大日本ジュニア・ブックス フィクション） 1974
- 『わんぱくリトルノーズ』（ジョン・グラント作・絵、美山二郎名義、大日本図書） 1980
- 「ホームズ少年探偵団」（ロバート・ニューマン、美山二郎名義、佑学社） 1981、のち講談社青い鳥文庫
『消えた死体事件』 1981
『サマービル家の謎』 1982
『さらわれた少女たち』 1983、のち講談社青い鳥文庫
『ニューヨークの怪事件』 1984、のち講談社青い鳥文庫
『たくらみの家』 1985、のち講談社青い鳥文庫
『ねらわれる女優たち』 1986
『インドののろい』 1988
『犯人は少年探偵?』 1990
- 『生ける屍』（ピーター・ディキンスン、サンリオSF文庫） 1981、のちちくま文庫
- 『エジプトのミイラ』（アリキ文と絵、佑学社） 1981
- 「トム・スイフトの宇宙冒険」全6巻（ビクター・エイプルトン、加藤直之絵、サンリオ） 1982
1)『宇宙植民都市』
2)『木星の月』
3)『宇宙人のロボット』
4)『宇宙戦争』
5)『星の要塞』
6)『宇宙救助隊』
- 『ぬすまれたモナ・リザ 探偵団は三年生』（パット・ハッチンス、佑学社） 1982
- 『翼人の掟』（ジョージ・R・R・マーティン,リサ・タトル、集英社、World SF） 1982
- 『家がながれて大航海』（パット・ハッチンス作、ローレンス・ハッチンス絵、佑学社） 1983
- 「あなぐまビルのぼうけん」（BB作、D・J・ワトキンス=ピッチフォード絵、大日本図書）、のちてのり文庫
『風のまにまに号の旅』 1983
『船のクリスマス』 1983
『あしのささやき号』 1984
『海賊のしゅうげき』 1984
『さよなら風のまにまに号』 1984
『どらねこ潜水艦』 1984
- 『ぼくのねこが家出した』（ジュディス・ワーシー、大社玲子絵、佑学社） 1983
- 「名たんていカメラちゃん」シリーズ（ディビッド・アドラー、垂石真子絵、国土社）
『あやしいUFOのなぞ』 1984
『消えたきょうりゅう』 1984
『ぬすまれたダイヤのなぞ』 1984
『ねらわれた名犬プーチー』 1984
『うばわれたフィルムのなぞ』 1985
『大あたりコインゲームのなぞ』 1985
『おかしなピエロのひみつ』 1985
『おばけえいがのひみつ』 1985
『ものまね子ザルのなぞ』 1986
『きえたサインボールのなぞ』 1987
- 「マクモーガン」シリーズ（ランディ・ストライカー、集英社文庫） 1984
1)『キーウェスト・コネクション』
2)『フロリダ海域危機一髪』
3)『暗殺者の影』
4)『キューバ潜行作戦』
5)『麻薬海峡を狙え』
- 「4年B組SFクラス」シリーズ（フィリップ・カーチス、トニー・ロス絵、アリス館）
1)『宇宙人ノーケズリがきた!』 1984、のちポプラ社文庫
2)『地底人アナホーリの使者』 1984
3)『ハレーすい星から、転校生』 1984
4)『またきた、ノーケズリ!』 1984、のち改題『きえた4年B組大事件』（ポプラ社文庫、宇宙人ノーケズリシリーズ）
5)『ノーモア、核弾頭! 宇宙人ノーケズリからのけいこく』 1985
- 『ホンドー』（ルイス・ラムーア、中央公論社） 1984
- 『りこうねずみとよわむしねこ』（ジョン・ヨーマン作、クェンティン・ブレイク絵、岩崎書店） 1984
- 『愛のためでなく』（ハイラ・コールマン、集英社文庫コバルトシリーズ） 1985
- 『青い目の甲子園 The Atami Dragons』（デービット・クラース、浅野輝雄絵、佑学社） 1985
- 「めいたんていスーパーわん」（メアリ・B・クリスチャン作、リサ・マッキュー絵、大日本図書） 1985
『犬の毛にご注意!』
『馬にのったゆうれい』
『サンタクロースはめいたんてい』
『ドッグフードは大きらい』
『骨をかぎだせ!』
『めいたんていスキーに行く』
- 「ハッスルギャング」（パメラ・オールドフィールド、白川三雄絵、フレーベル館）
『ハッスルギャング わんぱくなかま 1』 1985
『ハッスルギャング 続 (いたずらっこ)』 1986
『ハッスルギャング わんぱくなかま 続続』 1986
『ハッスルギャング また続 (ひみつのクラブ)』
『ハッスルギャング またまた続 (げんきななかま)』 1986
- 「えほん・くまのパディントン」（マイケル・ボンド文、デイビッド・マッキー絵、アリス館）
『パディントンとどうぶつえん』 1985
『パディントンとゆうえんち』 1985
『パディントンのアイスクリーム」 1985
『パディントンのてんらんかい」 1985
『パディントンのふしぎなクリスマス』 1988
- 『ひみつの子ねこ』（ジュディス・ワーシー、大社玲子絵、佑学社） 1985
- 『おてんばハッチー』（ジャネット・キン=ハーキン作、スザンナ・ナッティ絵、岩崎書店） 1986
- 『おまえをたべちゃうぞーっ!』（トニー・ロス作・絵、岩崎書店） 1986
- 『きをつけて、チャーリー』（アリキ作・絵、岩崎書店） 1986
- 「ふたごたちはたんていだん」（デイビッド・A・アドラー、渡辺安芸夫絵、フレーベル館）
『クッキー占いのなぞ』 1986
『マンションれんぞく事件』 1986
- 『空とぶ庭』（ジュディス・ワーシー、大社玲子絵、佑学社） 1986
- 『バグコンはかせのねずみとり』（ノーマン・ハンター作、ジェラルド・ローズ絵、岩崎書店） 1987
- 『少年と黒魔女の淵』（BB作、D・J・ワトキンス=ピッチフォード画、大日本図書、ジュニアライブラリー） 1987
- 『森のノーム鉄道』（BB作、D・J・ワトキンス=ピッチフォード画、大日本図書、ジュニアライブラリー） 1988
- 『森の魔法使い』（BB作、D・J・ワトキンス=ピッチフォード画、大日本図書、ジュニアライブラリー） 1988
- 『三冠馬 バラの脅迫状』（ジョン・L・ブリーン、二見文庫 ザ・ミステリ・コレクション） 1988
- 『落馬 血染めの勝負服』（ジョン・L・ブリーン、二見書房） 1988
- 『シカゴ探偵物語 悪徳の街1933』（マックス・A・コリンズ、扶桑社ミステリー） 1988
- 「マジック先生」（ハンフリー=カーペンター、フランク=ロジャース絵、講談社）
『マジック先生は魔法つかい』 1988
『マジック先生と魔女先生』 1989
- 『オリエント急行殺人事件』（アガサ・クリスティ、村井香葉絵、ポプラ社文庫）1989
- 『ドリトル先生物語』（ロフティング、景山ひとみ絵、ポプラ社） 1989
- 『アンクル・トムの小屋』（ハリエット・ビーチャー・ストー、岩崎書店） 1991
- 『恐竜をほりだす』（アリキ・ブランデンバーグ文・絵、佑学社） 1991
- 『恐竜にあいにいこう』（アリキ・ブランデンバーグ文・絵、佑学社） 1991
- 『恐竜のなぞ』（アリキ・ブランデンバーグ文・絵、佑学社） 1991
- 『化石はおしえてくれる』（アリキ・ブランデンバーグ文・絵、佑学社） 1992
- 『恐竜のけんきゅう』（アリキ・ブランデンバーグ文・絵、佑学社） 1992
- 「姉妹探偵の事件簿」（キャロル=ファーリー、偕成社、Kノベルス）
『船に消えた脱走犯』 1991
『マジック湖の幽霊』 1991
『霊魂からの手紙』 1992
- 『グリーンガリー 最後の熱帯雨林』（Jessica Parker,Joyce James、フレーベル館） 1992
- 『進化ってなんだろう』（ジョアンナ・コール文、アリキ絵、佑学社） 1992
- 『恐竜がかいた恐竜のほん』（キース・ブランプトン作・絵、岩崎書店） 1993
- 『恐竜が町にやってきた!』（ドム・マンセル作・絵、岩崎書店） 1993
- 「トムとリズの事件ノート」（エリック・ウィルソン、偕成社、Kノベルス）
1)『赤毛のアンの探偵たち』 1994
2)『ルネンバーグ館の幽霊』 1995
3)『カナダ特急の殺人』 1995
4)『バンクーバーの悪夢』 1995
5)『プレイリードッグの罠』 1996
6)『スーパーモールの非常警報』 1997
- 『オオカミは歌う』（メルヴィン・バージェス、偕成社） 1994
- 『サンタのたのしいクリスマス アイデアいっぱい Xmasアイデア集』（デリ・ロビンズ作、ジョージ・ブキャナン絵、フレーベル館） 1994
- 「灰色の小人たち」（BB作、D・J・ワトキンス=ピッチフォード絵、大日本図書） 1995
『灰色の小人たち空を飛ぶ』
『灰色の小人たちと川の冒険』 - カーネギー賞受賞作
- 『もぐらのカモネと森のなかまたち』（ジュリア・カニンガム作、シンディ・ゼッカレス絵、童話館出版 青い海シリーズ） 1996
- 『ドクター・ドリトル 映画版』（N・H・クレインバウム、ポプラ社） 1998
- 「ようこそ恐竜はくぶつかんへ」（アリキ・ブランデンバーク文・絵、小畠郁生監修、リブリオ出版） 1999
1)『恐竜のけんきゅう』
2)『恐竜のなぞ』
3)『恐竜をほりだす』
4)『恐竜にあいにいこう』
5)『化石はおしえてくれる』
6)『進化ってなんだろう』（ジョアンナ・コール文、アリキ・ブランデンバーク絵）
- 『インマイハンズ ユダヤ人を救ったポーランドの少女』（イレーネ・グート・オプダイク口述、ジェニファー・アームストロング著述、石田文子共訳、全日法規） 2000
- 『エジプトのミイラ』（アリキ・ブランデンバーグ文と絵、佐倉朔監修、あすなろ書房） 2000
- 『エミリー』（ルーシー・モード・モンゴメリ、偕成社文庫） 2002
- 「地球たんけんたい」（リブリオ出版） 2002
1)『とべ! 宇宙船"地球号"』（パトリシア・ローバー文、ホリー・ケラー絵）
2)『山は生きている』（キャスリン・W・ゾーフェルト文、ジェームズ・G・ヘイル絵）
3)『火山大ばくはつ』（フランクリン・M・ブランリー文、マーク・サイモン絵）
4)『地震だ!』（フランクリン・M・ブランリー文、リチャード・ローゼンブラム絵）
5)『水のぼうけん』（アーサー・ドロス）
6)『石はしっている』（ローマ・ガンズ文、ホリー・ケラー絵）
- 「宇宙たんけんたい」（フランクリン・M・ブランリー、的川泰宣日本語版監修、小峰書店） 2005
1)『太陽』（エドワード・ミラー絵）
2)『月』（トゥルー・ケリー絵）
3)『太陽系の惑星』（ケビン・オマリー絵）
4)『火星』（トゥルー・ケリー絵）
5)『国際宇宙ステーション』（トゥルー・ケリー絵）
6)『宇宙人っているの?』（エドワード・ミラー絵）